# Velcro Industries
 (juin 2015).
Velcro Industries est une entreprise qui conçoit et produit des systèmes de fermeture auto-agrippante communément appelés Velcro et destinés à l’industrie et au grand public.

## Historique
Velcro Industries B.V. est la détentrice originale du brevet US 2,717,437 déposé le 15 octobre 1952, et elle affinera et développera ensuite la fabrication de cette technologie innovante jusqu’à son introduction commerciale à la fin des années 1950. 
En 1958, l'ingénieur George de Mestral déposa en Suisse une demande de brevet pour son système d’attache auto-agrippante doté de « bouclettes et crochets »  qui fut délivré en 1961. Après l'expiration du brevet, la société Velcro Industries B.V. utilise fréquemment le système international de dépôt de brevets dénommé PCT (Patent Cooperation Treaty). Autour des années 2010, elle a effectué pas moins de 134 dépôts PCT.
Le nom Velcro, est une marque enregistrée au nom de Velcro Industries B.V.
Velcro Industries B.V. s’appuie également sur ses marques pour renforcer sa réputation. La société a protégé son nom par le biais d’enregistrements de marque sur ses principaux marchés, au niveau national, comme aux États-Unis auprès de l’USPTO (United States Patent and Trademark Office), au niveau régional (OHMI pour l’UE) ainsi qu’au niveau international par le biais du système de Madrid géré par l’OMPI. Velcro Industries B.V. a également déposé les marques de ses produits les plus populaires.
À la suite de l’expiration du brevet de Velcro, la société Velcro Industries B.V. a axé sa stratégie sur la protection de ses marques.

## Produits
Velcro Industries B.V. fournit des solutions de fermeture à un large éventail d’industries, incluant les produits de grande consommation, le transport, produits de soins personnels, l’armée, les produits d’emballage, la construction, le secteur textile et l’agriculture.
Les produits de Velcro Industries B.V. incluent :
- Les attaches et fermetures dotées de « bouclettes et crochets »
- Les crochets en plastique
- Les fermetures dotées de « bouclettes et crochets » auto-agrippantes
- Les produits à fermeture adhésive
- Les produits fabriqués et transformés